# 三笠靈苑
三笠靈苑（みかされいえん）は、奈良県奈良市に所在する墓地である。

## 概要
- 本靈苑は1965年11月、奈良県の許可を受けて開設された。
- 春日山原生林及び東大寺、正倉院などの古刹や国家的文化財施設が建ち並ぶユネスコ世界遺産認定を賜った「古都奈良の文化財」地区に整備された墓地である[1]。
- 施設運営は仏教系宗教法人『國際教化協会』が行っており、春秋の彼岸時には各宗派僧侶による法要を執り行うのが慣例で、特に春季（春分の日）には各壇家先祖代々の靈から戦没者、阪神・淡路大震災と東北地方太平洋沖地震（東日本大震災）犠牲者まで、諸靈を弔う大法要を執り行うのが例年行事である[2]。

## 著名人墓所
- 重源 - 東大寺復興の立役者とされる高僧[3]
- 島清興 - 又の名を「島左近」と呼ぶ、石田三成公の最側近たる武士[3]。

## 交通アクセス
- 西日本旅客鉄道奈良線 「奈良駅」下車・奈良交通路線バス「青山住宅行」にて「今在家」停留所下車。
- 近畿日本鉄道奈良線「近鉄奈良駅」下車・奈良交通路線バス「青山住宅行」にて「今在家」停留所下車。